# Roddy Zambrano
Roddy Alberto Zambrano Olmedo (* 2. März 1978) ist ein ecuadorianischer Fußballschiedsrichter.
Seit Juli 2010 leitet Zambrano Spiele in der ecuadorianischen Serie A; bisher hatte er bereits über 260 Einsätze.
Von 2012 bis 2019 stand er auf der Liste der FIFA-Schiedsrichter.
Bei der Copa América Centenario 2016 in den Vereinigten Staaten leitete Zambrano zwei Gruppenspiele. Bei der Copa América 2019 in Brasilien pfiff Zambrano ein Gruppenspiel und das Halbfinale zwischen Brasilien und Argentinien (2:0).
Beim olympischen Fußballturnier 2016 in Rio de Janeiro leitete Zambrano zwei Spiele in der Gruppenphase.